# 菲利普·韦伯
菲利普·韦伯（德語：Philipp Weber，1992年9月15日—），德国男子手球运动员。他曾代表德国国家队参加2020年夏季奥林匹克运动会男子手球比赛，结果队伍获得第六名。